# Мгеладзе, Нугзар Владимирович
Мгела́дзе Нугзар Владимирович — грузинский политический и общественный деятель, профессор, доктор исторических наук. Бывший депутат Парламента Грузии . Один из лидеров оппозиционной «Республиканской партии Грузии». Автор более 70-ти книг и научных трудов.

## Биография
Родился 29-го апреля 1958 года в городе Батуми. В 1979 году окончил филологический факультет Батумского Государственного Университета имени Шота Руставели. В 1983 году окончил аспирантуру Института Этнографии, Археологии и Истории при Академии Наук ГССР (впоследствии — Институт Этнографии, Археологии и Истории имени Иване Джавахишвили). В 1988 году окончил докторантуру Института Этнографии, Археологии и Истории при Академии Наук ГССР, а также докторантуру Института Антропологии и Этнографии Академии Наук СССР (впоследствии — Института Антропологии и Этнографии РАН). С 1979 по 1993 год — лаборант, младший научный сотрудник, старший научный сотрудник, ведущий научный сотрудник Батумского Научно-Исследовательского Института при Академии Наук ГССР (впоследствии — Батумский Научно-Исследовательский Институт имени Бердзенишвили). С 1992 по 2004 год — научный сотрудник Батумского Государственного Университета имени Шота Руставели. С 2001 по 2003 год — заведующий отделом научной информации Батумского Научно-Исследовательского Института имени Бердзенишвили. С 2004 по 2005 год — научный сотрудник Тбилисского Государственного Университета имени Иване Джавахишвили .
В 2004 году — один из лидеров общественного движения «Чвени Ачара» («Наша Аджария»), выступавшей за свержение в АР Аджария режима Абашидзе, Аслан Ибрагимович. С 2004 по 2005 год — депутат Парламента Грузии от избирательного блока «Национальное Движение — Демократы» (лидер — Саакашвили, Михаил Николозович). С 2005 по 2006 год — ректор Батумского Государственного Университета имени Шота Руставели . С 2006 года в оппозиции к президенту Михаилу Саакашвили. Член оппозиционной «Республиканской Партии Грузии».